# Hoe God verdween uit Jorwerd
Hoe God verdween uit Jorwerd: Een Nederlands dorp in de twintigste eeuw is een boek van de schrijver Geert Mak. Hij beschrijft hierin de veranderingen in het Friese dorp Jorwerd tussen 1945 en 1995. In 1999 won de schrijver met dit boek de Henriette Roland Holst-prijs.
In tien jaar tijd beleefde de succesvolle paperback 40 drukken. Ter gelegenheid van dit jubileum verscheen in 2006 een geïllustreerde gebonden editie.